# Sabine Bothe
Sabine Bothe, geb. Picken, gesch. Adamik, (* 8. Juli 1960 in Havelberg; † 21. September 2023 in Garsten) war eine deutsche Handballtorhüterin. Sie wurde 1993 mit der deutschen Nationalmannschaft Weltmeisterin.

## Vereinskarriere
In Havelberg turnte sie zunächst, wechselte dann zur Leichtathletik (Sprung und Speerwurf). 1968 begann sie beim Trainingszentrum Handball in Havelberg als Aufbauspielerin mit dem Handball. 1974 wechselte sie als Feldspielerin zum SC Magdeburg, wo sie bald als Torhüterin eingesetzt wurde. Im Jahr 1990 schloss sie sich dem Bundesligisten TuS Walle Bremen an. Mit Walle Bremen gewann sie 1994 den Europapokal der Pokalsieger sowie mehrere nationale Titel. Ab dem Jahr 1997 leitete sie das Torwarttraining bei Walle Bremen.

## Nationalmannschaft
Mit der Frauen-Handballnationalmannschaft der DDR wurde sie 1982 und 1986 jeweils Vierte bei der Weltmeisterschaft und stand nach 1990 auch im Aufgebot der deutschen Nationalmannschaft: Bei der Weltmeisterschaft 1993 gewann sie mit dem Team den Weltmeistertitel, bei der Europameisterschaft 1994 gewann sie die Silbermedaille. Sie bestritt 236 Länderspiele, in denen sie zwei Tore warf.

## Ehrungen
1984 wurde sie in der DDR mit dem Vaterländischen Verdienstorden in Silber ausgezeichnet. 1986 wurde sie zur Handballerin des Jahres gewählt.

## Privates
Sie studierte in Magdeburg Sport und Geographie. Bothe war in zweiter Ehe verheiratet und hatte einen Sohn (* 1989). Sie lebte zuletzt „in ihrer Wahlheimat Österreich“.
Sabine Bothe starb unerwartet am 21. September 2023 im Alter von 63 Jahren.